# Juraj Lehotský (režisér)
Juraj Lehotský (* 17. září 1975 Bratislava) je slovenský filmový režisér. V letech 1995 až 2000 studoval na Vysoké škole múzických umění v Bratislavě, konkrétně obor dokumentárních filmů. Následně se začal věnovat režii a psaní scénářů, a to nejen dokumentů, ale také hraných filmů, televizních reklam a hudebních videoklipů. Svůj první celovečerní hraný film uvedl v roce 2013 pod názvem Zázrak. Jeho další film Nina měl premiéru o čtyři roky později. Lehotský je držitelem ceny Slnko v sieti.